# خزانة كلوي
خزانة كلوي (بالإنجليزية: Chloe's Closet) هو مسلسل رسوم متحركة أمريكي للأطفال من إنتاج شركة مون سكوب إنترتينمنت وتيليجيل تيورانتا. المسلسل مُوجّه بشكل رئيسي للأطفال من عمر سنتين إلى 8 سنوات، تم دبلجته بالعربية على قناة إم بي سي 3.

## وصلات خارجية
- خزانة كلوي على موقع IMDb (الإنجليزية)
- خزانة كلوي على موقع نتفليكس (الإنجليزية)
- خزانة كلوي على موقع فيلمافينيتي (الإسبانية)
- خزانة كلوي على موقع كينوبويسك (الروسية)
- خزانة كلوي على موقع قاعدة بيانات الفيلم (الإنجليزية)